# Желудово (Зубцовский район)
Желудово — деревня в Зубцовском районе Тверской области.
Входит в состав Погорельского сельского поселения.
Находится в 24 километрах к востоку от районного центра Зубцов. От автомагистрали М9 «Балтия» (село Погорелое Городище) — 7 км.

## История
По данным 1859 года казённая деревня Желудово Зубцовского уезда, 26 вёрст от Зубцова, 50 дворов, 435 жителей. Во второй половине XIX — начале XX века Желудово относилось к Столыпинской волости и Никифоровскому приходу Зубцовского уезда Тверской губернии. В 1888 году в селе 93 двора, 536 жителей.
В начале XX века в Желудово построена Троицкая церковь, и оно стало именоваться село Желудово, в приход этой церкви кроме Желудова входили деревни Болсуново и Перепечино. Прихожан в 1914 году — 1109 человек.
По переписи 1920 года в Желудово — 565 жителей, центр сельсовета Столыпинской волости. В 1925 году сельсовет в Погорельской волости Ржевского уезда. 1940 году Желудово (130 дворов) центр сельсовета Погорельского района Калининской области.
Во время Великой Отечественной войны деревня была оккупирована в октябре 1941 года, освобождена в конце января 1942 года.
В 1970-80-е годы в деревне Желудово отделение совхоза «Вахново», начальная школа.
В 1997 году — 11 хозяйств, 28 жителей.

## Население
| 1859 | 1897 | 1920 | 1997 | 2002 | 2010 |
| ---- | ---- | ---- | ---- | ---- | ---- |
| 435  | ↗555 | ↗565 | ↘28  | ↘26  | ↘14  |